# Endiandra insignis
Endiandra insignis là loài thực vật có hoa trong họ Nguyệt quế. Loài này được (F.M.Bailey) F.M.Bailey miêu tả khoa học đầu tiên năm 1897.